# Banque de Grèce
La Banque de Grèce (en grec : Τράπεζα της Ελλάδος, Trápeza ti̱s Elládos) est la banque centrale nationale de la Grèce au sein de l'Eurosystème. Elle a été la banque centrale grecque de 1927 à 2000, émettant la drachme. Depuis 2014, elle est également l'autorité nationale compétente de la Grèce au sein de la supervision bancaire européenne.
Contrairement à la plupart des banques centrales contemporaines, la Banque de Grèce compte toujours des actionnaires privés et ses actions sont cotées à la Bourse d'Athènes.

## Histoire
La Banque de Grèce a été créée par la loi 3424/7 de décembre 1927, dans le cadre du prêt de stabilisation coordonné par l'Organisation économique et financière de la Société des Nations, et ses opérations ont officiellement débuté en 1928. Les actions de la Banque de Grèce sont enregistrées et cotées à la Bourse d'Athènes depuis le 12 juin 1930.
Pendant l'occupation de la Grèce par les puissances de l'Axe (1941-1944), le gouverneur Kyriakos Varvaresos et le vice-gouverneur Georgios Mantzavinos ont suivi le gouvernement grec en exil à Londres. Les gouvernements collaborationnistes grecs limogèrent Varvaresos et Mantzavinos en 1941 et nommèrent d'abord Miltiadis Negrepontis conseiller du gouvernement (24 avril 1941 – 3 juillet 1941), puis Dimitrios Santis gouverneur (3 juillet 1941 – 20 janvier 1943) et Andreas Papadimitriou vice-gouverneur (3 juillet 1941 – 18 novembre 1941), et enfin Theodoros Tourkovasilis gouverneur (19 avril 1943 – 13 avril 1944) et Spyridon Hatzikyriakos vice-gouverneur (5 avril 1943 – 5 octobre 1944). Après la libération, toutes les révocations et nominations de membres de l'administration de la Banque de Grèce par les gouvernements de l'époque d'occupation furent déclarées nulles et non avenues.
Jusqu'en janvier 2001 (date à laquelle la Grèce a adopté l'euro), la banque était responsable de l'ancienne monnaie nationale, la drachme. La Grèce n'ayant pas satisfait aux critères d'adhésion, elle a été exclue de la participation lors du lancement de l'euro, le 1er janvier 1999. L'utilisation de billets et de pièces en drachme physiques a continué jusqu'au 31 décembre 2001, comme valeurs nominales de l'euro.

## Liste des présidents
| Rang | Nom                      | Mandat      | Mandat | Rang                    | Nom              | Mandat      |
| ---- | ------------------------ | ----------- | ------ | ----------------------- | ---------------- | ----------- |
| 1er  | Aléxandros Diomídis      | 1928 – 1931 |        | 11e                     | Xenophón Zolótas | 1974 – 1981 |
| 2e   | Emmanouíl Tsouderós      | 1931 – 1939 | 12e    | Gerasimos Arsenis       | 1981 – 1984      |             |
| 3e   | Ioannis Drosopoulos      | 1939        | 13e    | Dimitrios Chalikias     | 1984 – 1992      |             |
| 4e   | Kyriakos Varvaresos      | 1939 – 1946 | 14e    | Efthýmios Christodoúlou | 1992 – 1993      |             |
| 5e   | Xenophón Zolótas         | 1944 – 1945 | 15e    | Ioannis Boutos          | 1993 – 1994      |             |
| 6e   | Georgios Mantzavinos     | 1946 – 1955 | 16e    | Loukás Papadímos        | 1994 – 2002      |             |
| 7e   | Xenophón Zolótas         | 1955 – 1967 | 17e    | Nikolaos Garganas       | 2002 – 2008      |             |
| 8e   | Dimitrios Galanis        | 1967 – 1973 | 18e    | Georgios Provopoulos    | 2008 – 2014      |             |
| 9e   | Konstantinos Papagiannis | 1973 – 1974 | 19e    | Ioánnis Stournáras      | Depuis 2014      |             |
| 10e  | Panagis Papaligouras     | 1974        |        |                         |                  |             |

### Référénces
1. ↑  (en) « Greece Foreign Exchange Reserves, 2004 – 2024 | CEIC Data » [archive du 26 mars 2024], sur www.ceicdata.com (consulté le 22 juin 2025)
2. ↑  (en) European Central Bank, « National supervisors », www.bankingsupervision.europa.eu,‎ 29 décembre 2022 (lire en ligne, consulté le 22 juin 2025)
3. ↑  « TELL | ATHEX », sur www.athexgroup.gr (consulté le 22 juin 2025)
4. ↑  Andreas Kakridis, « ‘Nobody’s Child’: The Bank of Greece in the Interwar Years », dans The Spread of the Modern Central Bank and Global Cooperation: 1919–1939, Cambridge University Press, coll. « Studies in Macroeconomic History », 2023, 225–267 p. (ISBN 978-1-009-36757-8, lire en ligne)
5. ↑  (en) « History of the Bank of Greece 1928-2008: From government's banker to guardian of financial stability » [archive du 27 juillet 2023], sur www.bankofgreece.gr (consulté le 22 juin 2025)
6. ↑  (en-GB) Bill Giannopoulos, « The forced occupation loan: What Germany owes Greece from WWII Greek City Times », sur Greek City Times, 14 octobre 2024 (consulté le 22 juin 2025)
7. ↑  (en-GB) « Greece and the EU: a brief (economic) history in charts », sur www.ft.com (consulté le 22 juin 2025)